# Tatrzańska Szczyrba
Tatrzańska Szczyrba (słow. Tatranská Štrba) – osada, obecnie będąca częścią wsi Szczyrba (Štrba) w kraju preszowskim, w okręgu Poprad. Znajduje się przy Drodze Wolności poniżej Szczyrbskiego Jeziora. 
Tatrzańska Szczyrba znajduje się na średniej wysokości 905 m. Powstała w 1871 roku podczas budowy stacji kolejowej Štrba i jest to najwyżej na Słowacji położona stacja kolei normalnotorowej. Osada stanowi zaplecze noclegowe dla komleksu turystyczno-rekreacyjnego przy jeziorze Szczyrbskim. W osadzie jest kilka hoteli, pensjonaty, pokoje noclegowe w domach prywatnych i camping.
Tatrzańską Szczyrbę wybudowano na Szczyrbskim Dziale. Jest to szeroki i wypłaszczony wał oddzielający Kotlinę Liptowską (na zachodzie) od Kotliny Popradzkiej (po wschodniej stronie). Grzbietem tym biegnie Wielki Europejski Dział Wodny między zlewiskami Morza Czarnego (Kotlina Liptowska) i Morza Bałtyckiego (Kotlina Popradzka).

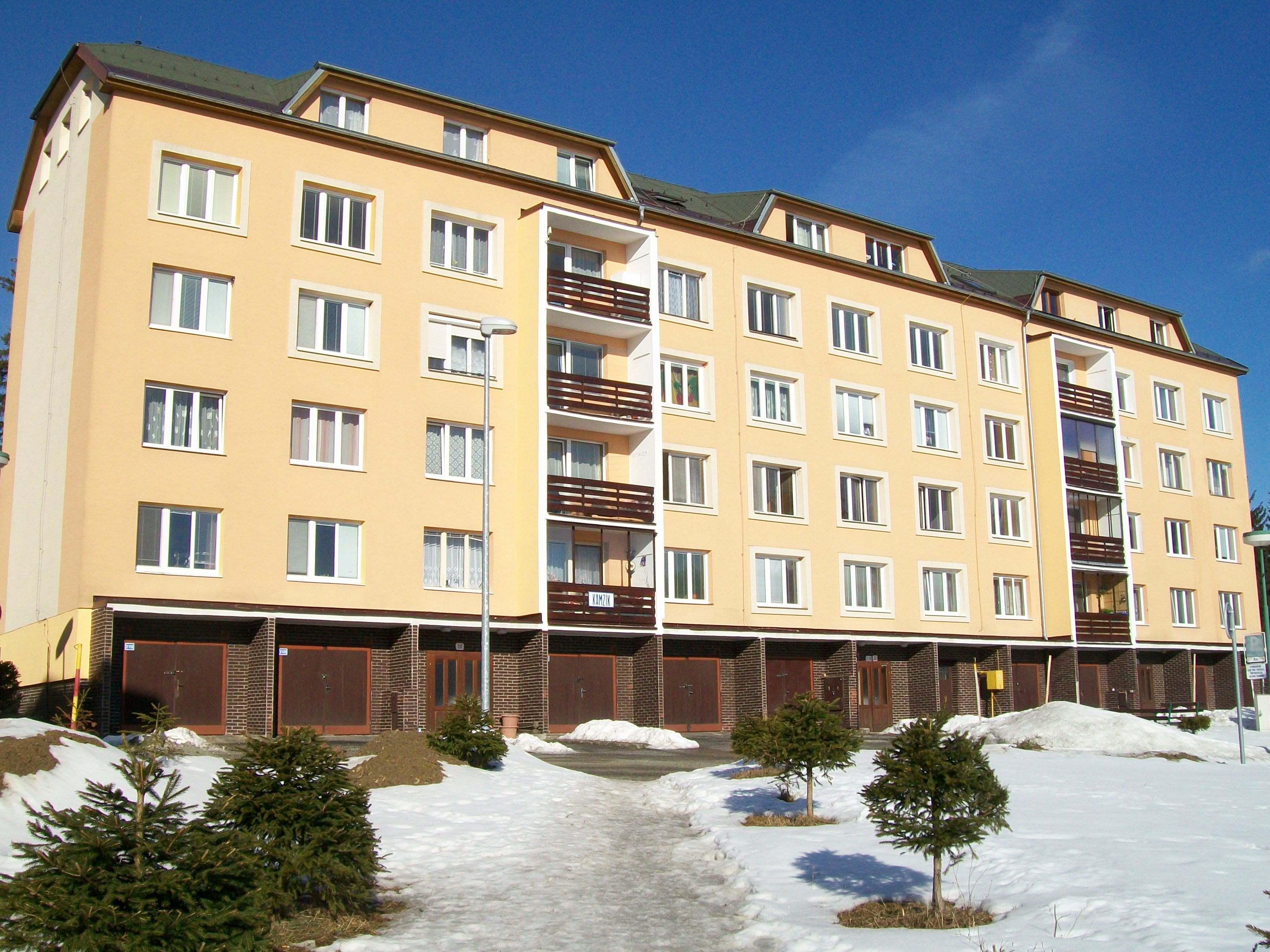
Hotel Kamzik
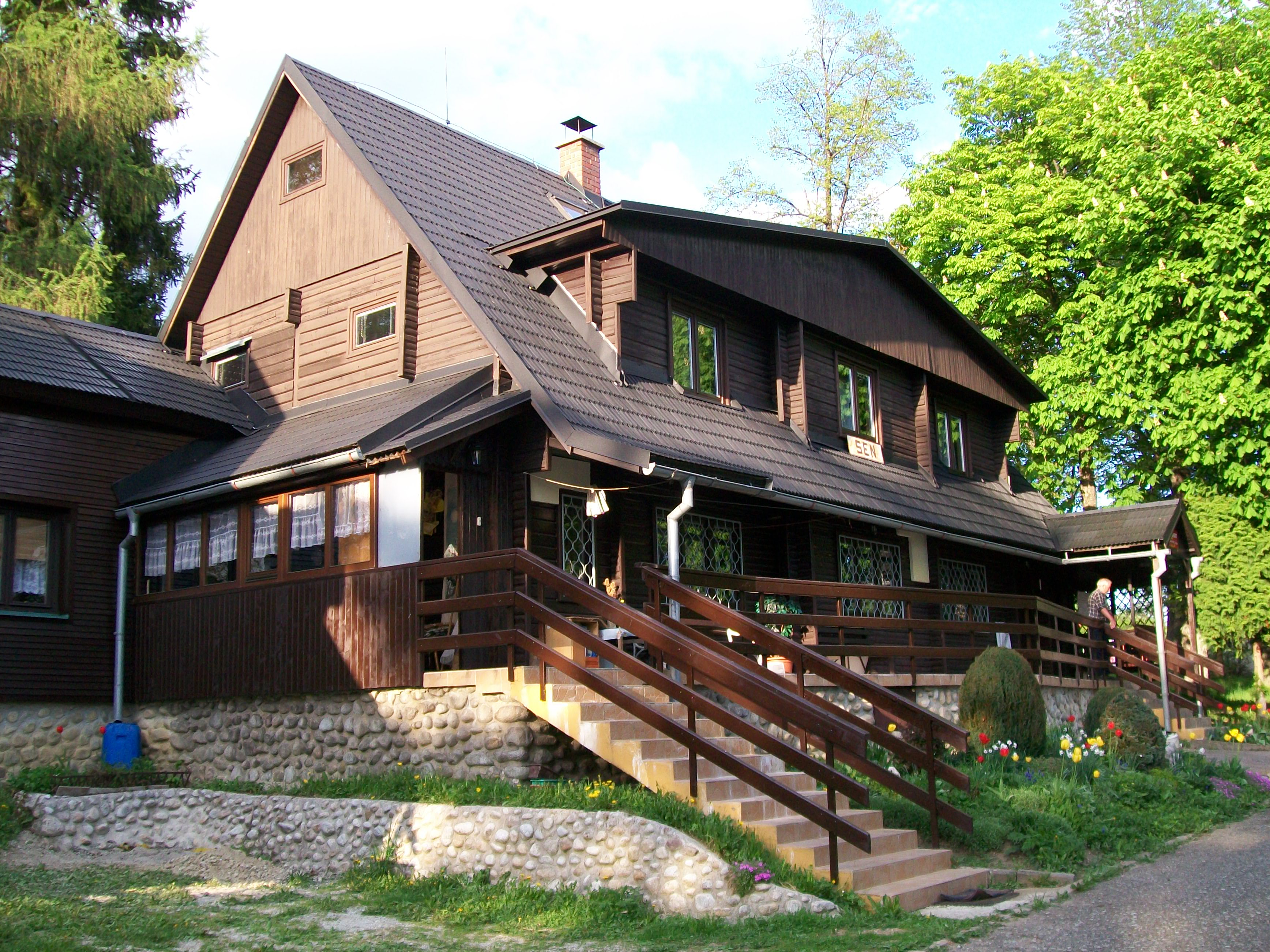
Chata Sen
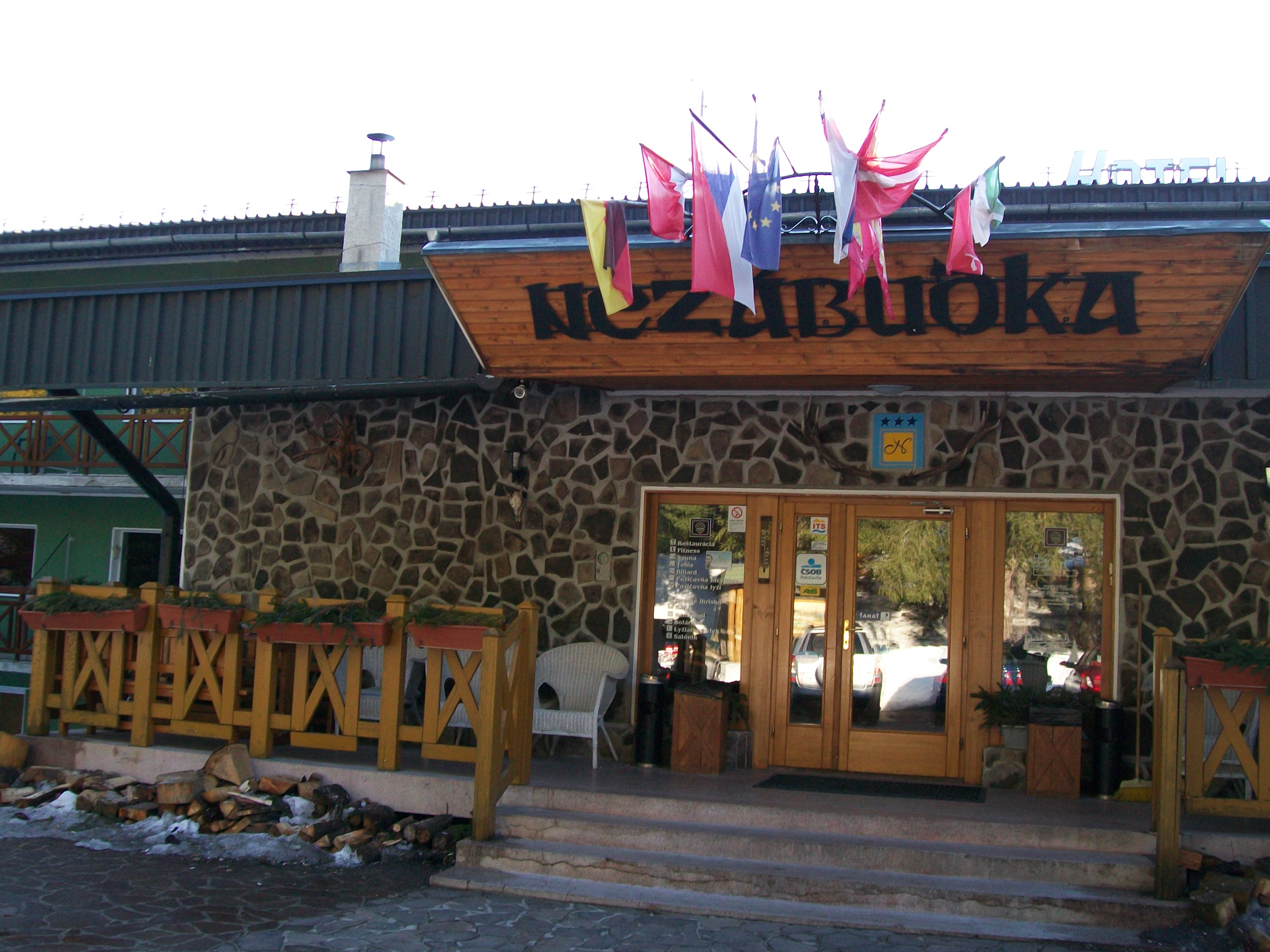
Hotel Nezábudka
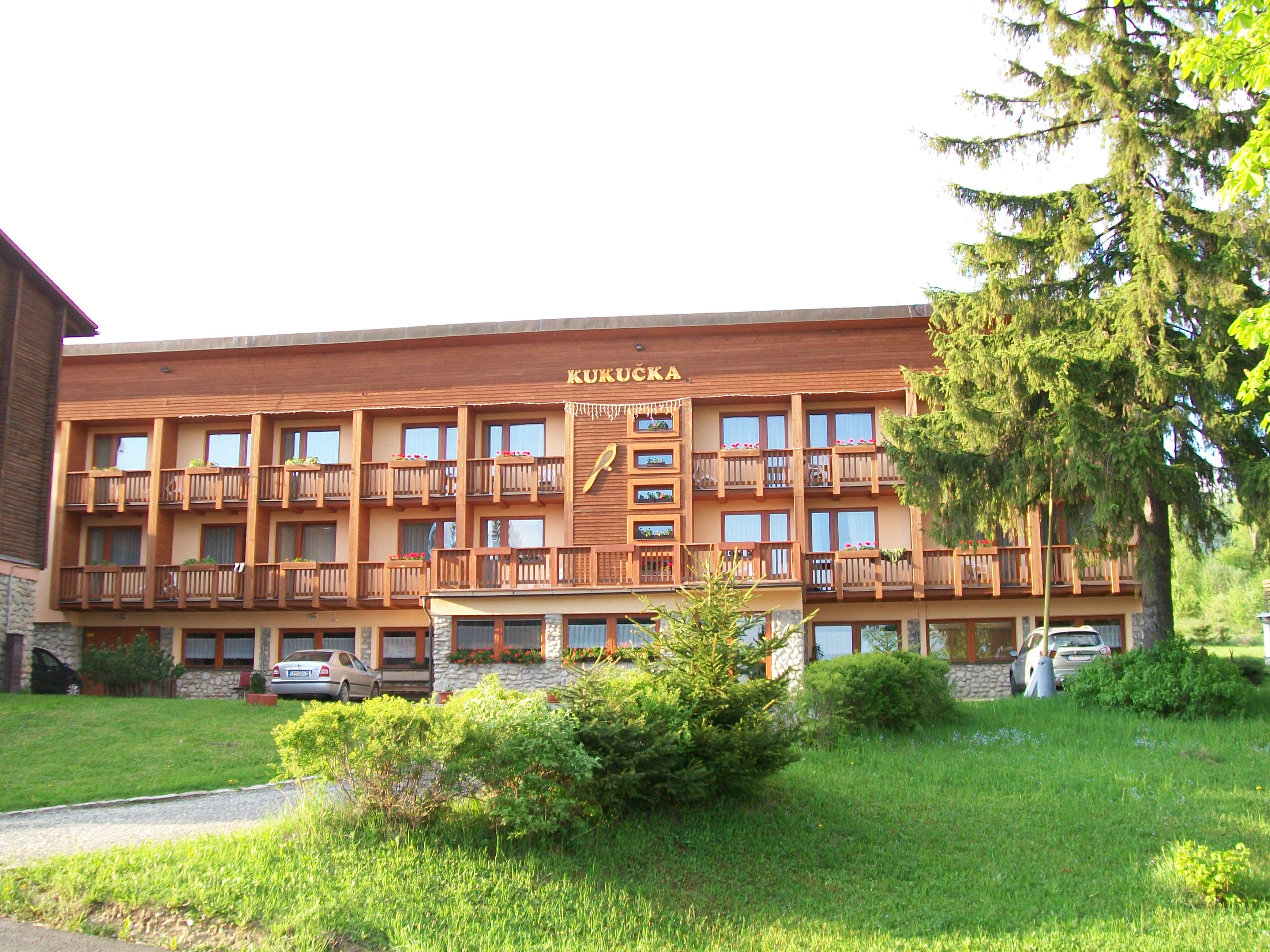
Pensjonat Kukučka
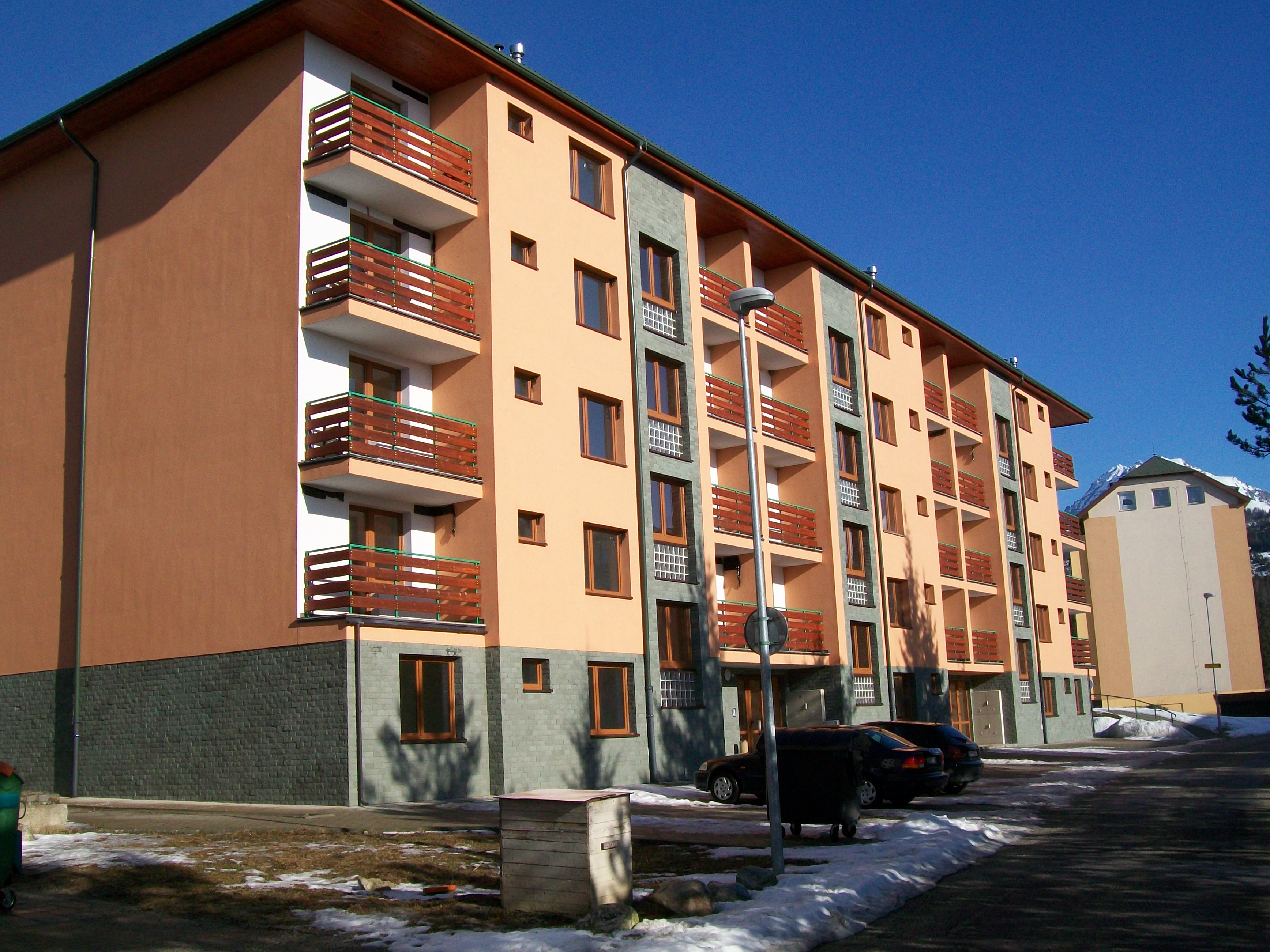
Apartamenty Pálenica